# (16672) Bedini
(16672) Bedini es un asteroide perteneciente al cinturón de asteroides, región del sistema solar que se encuentra entre las órbitas de Marte y Júpiter.
Fue descubierto el 17 de enero de 1994 por Andrea Boattini y Maura Tombelli desde la Estación de la Cima Ekar.

## Designación y nombre
Designado provisionalmente como 1994 BA1, fue nombrado en honor de Daniele Bedini (n. 1952) quien escribió una tesis sobre arquitectura espacial, la primera de este tipo en Europa. Actualmente es director de un consorcio universitario en Florencia y enseña arquitectura espacial en la Universidad Internacional del Espacio en Estrasburgo.

## Características orbitales
Bedini está situado a una distancia media del Sol de 2,577 ua, pudiendo alejarse hasta 2,923 ua y acercarse hasta 2,231 ua. Su excentricidad es 0,134 y la inclinación orbital 6,649 grados. Emplea 1511,02 días en completar una órbita alrededor del Sol.

## Características físicas
La magnitud absoluta de Bedini es 14,47. Tiene 3,060 km de diámetro y su albedo se estima en 0,432.